# Alfred Wegwerth
Alfred Wegwerth (* 1. Mai 1897 in Königs Wusterhausen; † 8. Dezember 1976 in Bremen) war ein deutscher Künstler und Politiker (NSDAP).

## Leben

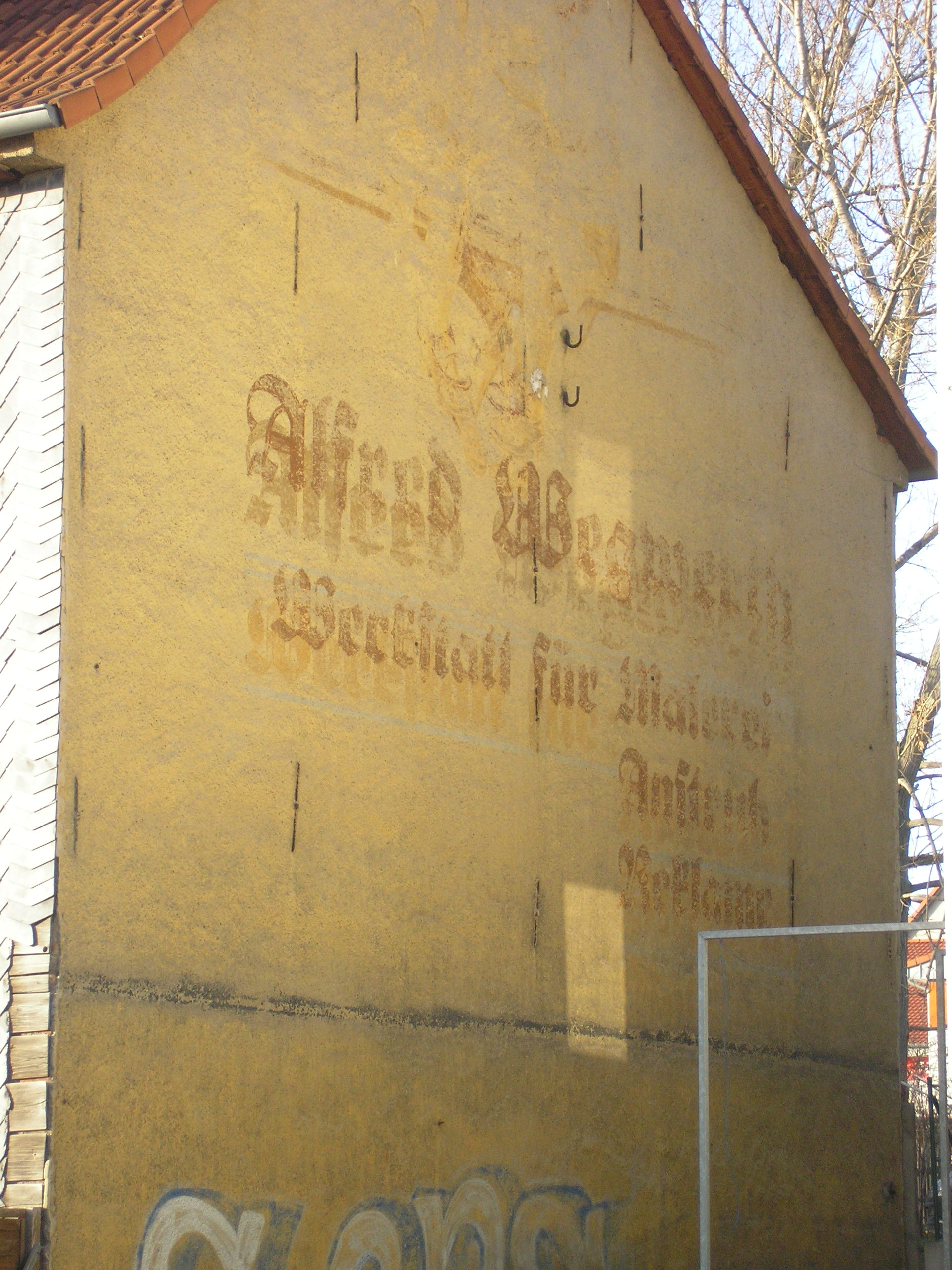
Reklame seines Malerbetriebs an einer Hauswand in Ilmenau

Wegwerth lebte in Ilmenau in Thüringen, wo er ab 1928 seinen eigenen Malereibetrieb führte. Bereits vor der Machtübernahme der Nationalsozialisten war er Mitglied der NSDAP und zwischen 1933 und 1945 Stadtratsmitglied in Ilmenau. 1947 wanderte er nach Westdeutschland aus und ließ sich in Kirchweyhe nieder, wo er ein Malergeschäft betrieb.

## Werke
Von Wegwerth stammen einige bis heute erhaltene Sgraffiti an Wänden von Gebäuden, die während der 1930er-Jahre errichtet wurden. Außerdem schuf Wegwerth zahlreiche Malereien, unter anderem das Wandbild „Glashüttenbetrieb Bad Ilmenau“ im Ratssaal der Stadt Ilmenau. Die Tatsache, dass seine Werke bis heute unkommentiert im öffentlichen Raum stehen, löste im Zusammenhang mit der politischen Gesinnung Wegwerths eine öffentliche Diskussion zwischen der Linkspartei.PDS und der CDU im Landtag und im Stadtrat aus. Die Linkspartei forderte die Stadtverwaltung Ilmenaus und die Technische Universität Ilmenau dazu auf, die Werke für den unwissenden Betrachter zu kommentieren, beispielsweise durch Hinweistafeln auf den Urheber und den politischen Kontext der Entstehung der Bilder. Die CDU sah in diesem Fall keinen Handlungsbedarf, da die Bilder gegen kein geltendes Recht verstoßen und von der Freiheit der Kunst (Grundgesetz, Artikel 5, Absatz 3) gedeckt seien. Stattdessen warf sie der Linkspartei Populismus vor.

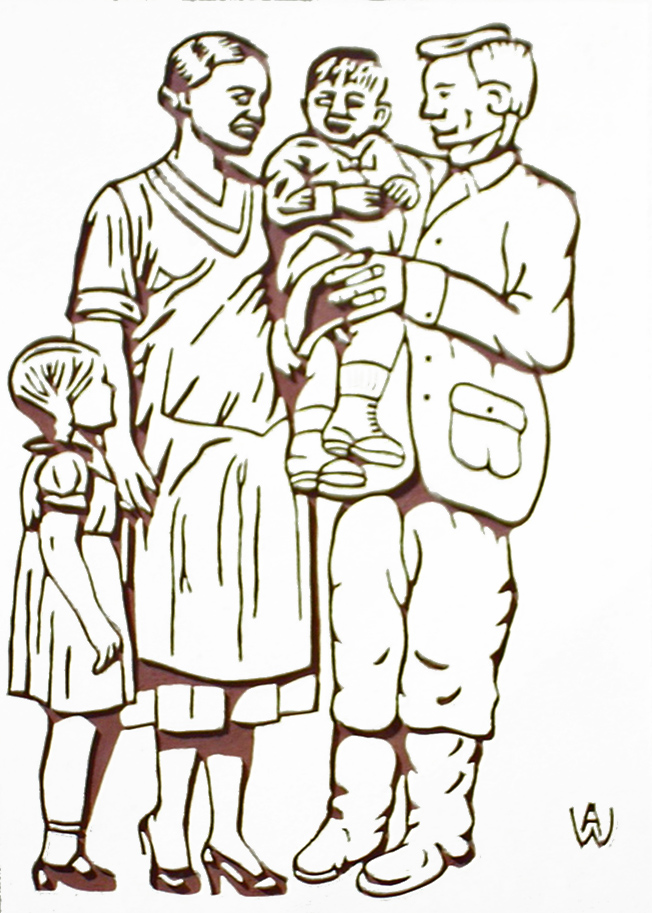
Sgraffito in der Schlachthofstraße in Ilmenau
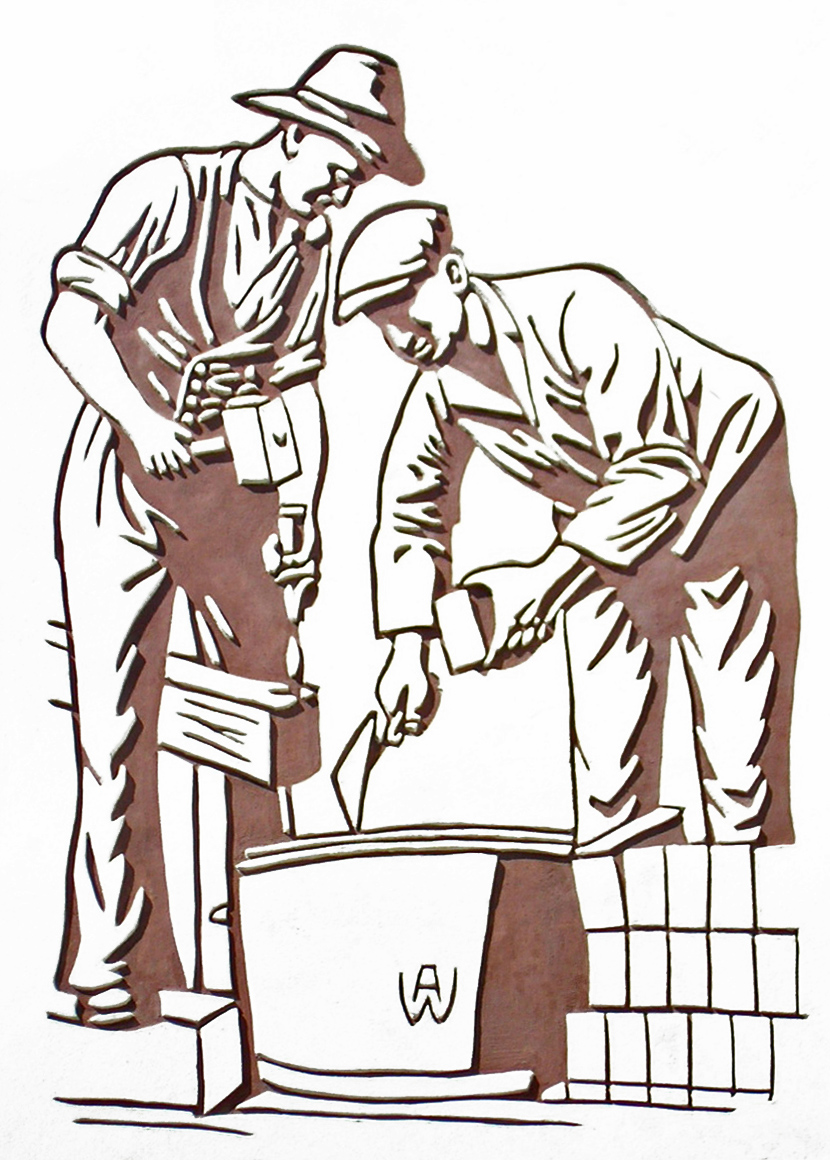
Sgraffito in der Schlachthofstraße in Ilmenau
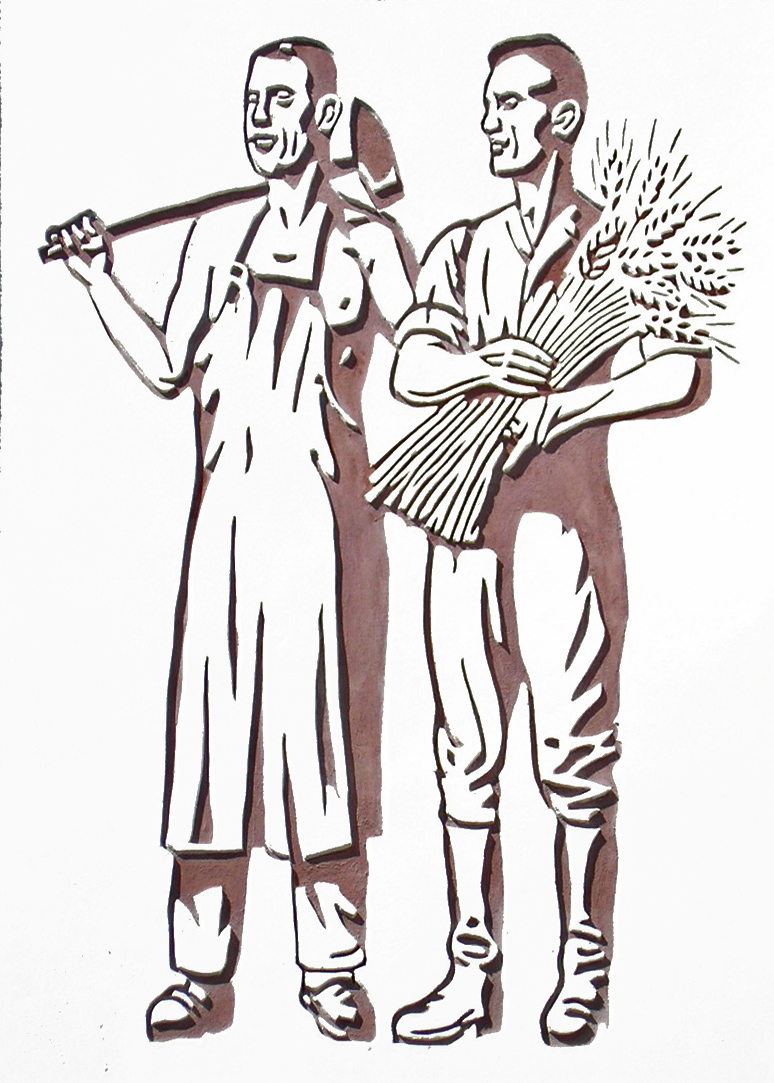
Sgraffito in der Schlachthofstraße in Ilmenau
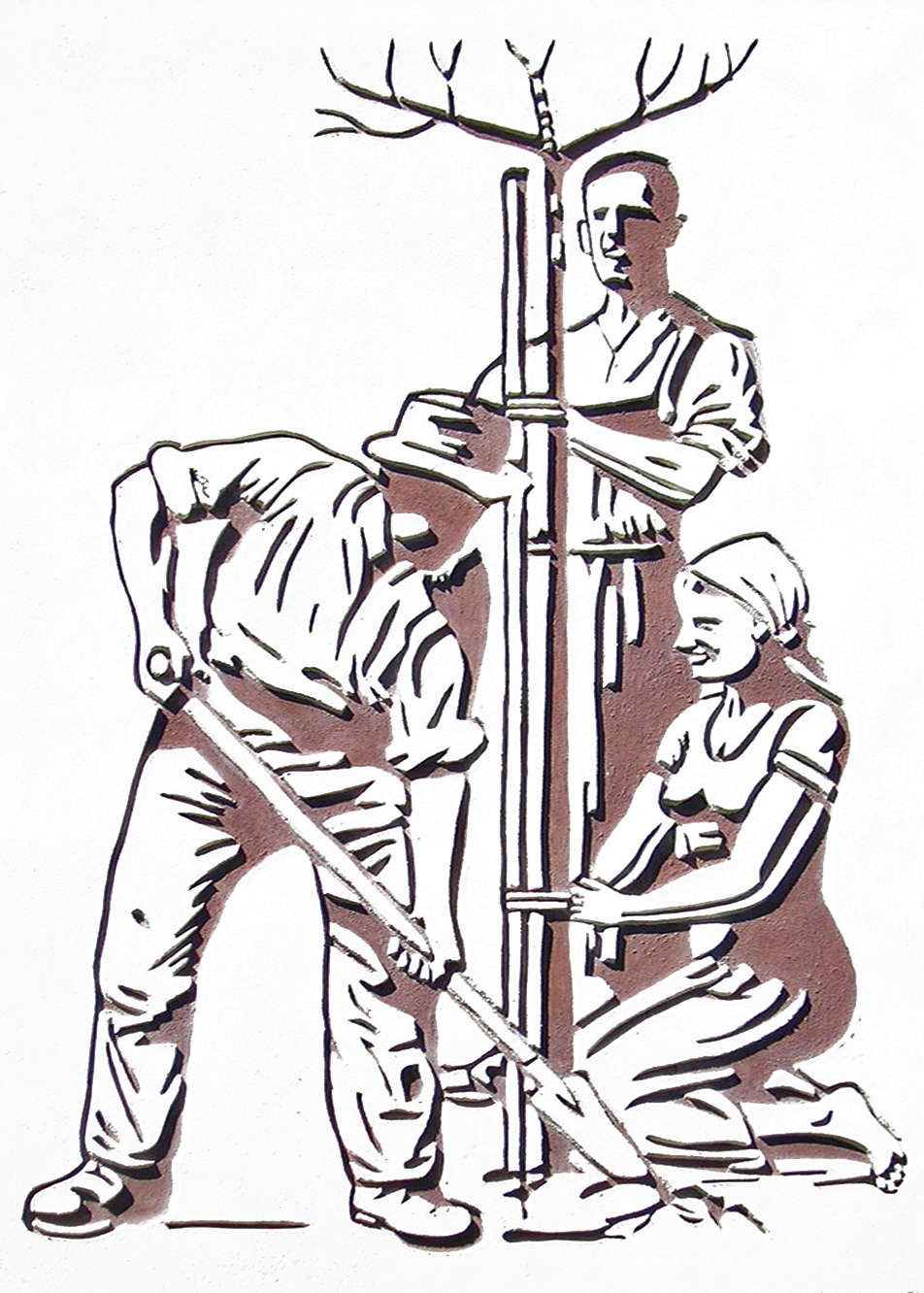
Sgraffito in der Schlachthofstraße in Ilmenau
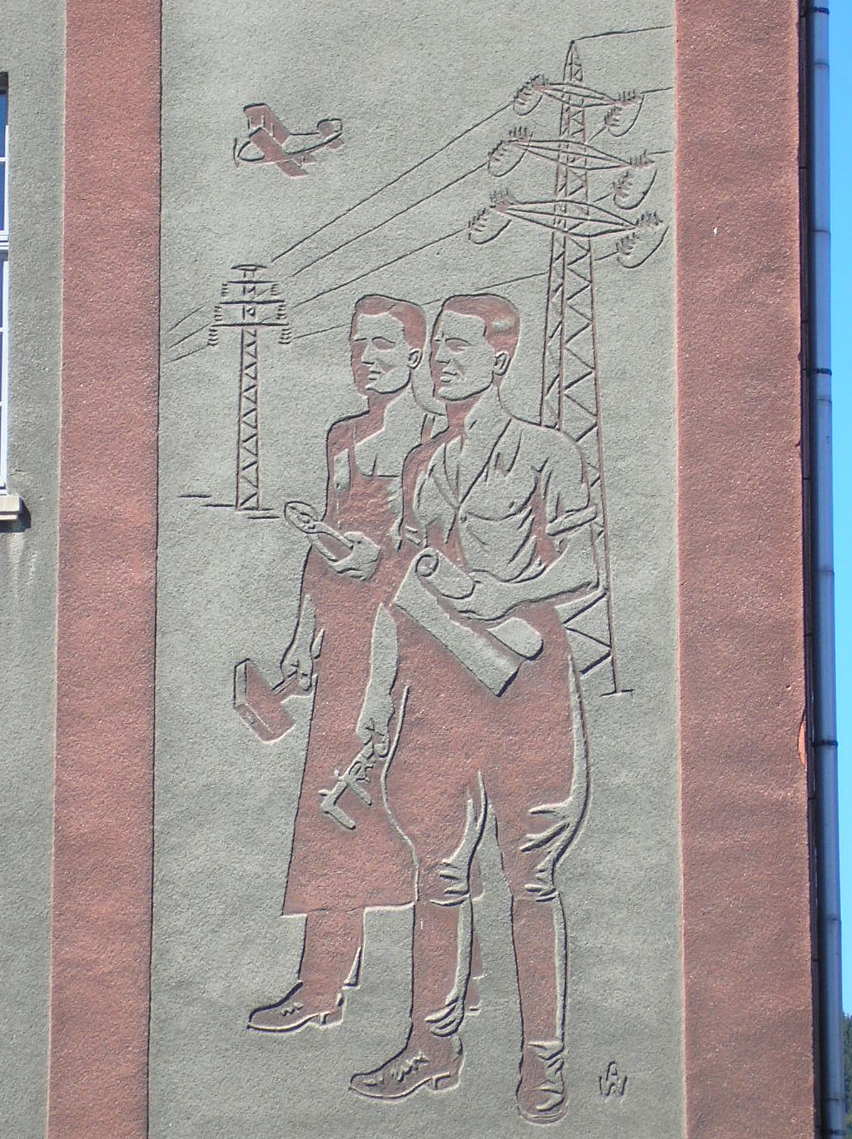
Sgraffito am Faradaybau der TU Ilmenau